# Brasse Camarade
 (septembre 2012).
Si vous disposez d'ouvrages ou d'articles de référence ou si vous connaissez des sites web de qualité traitant du thème abordé ici, merci de compléter l'article en donnant les références utiles à sa vérifiabilité et en les liant à la section « Notes et références ».
Brasse Camarade est un groupe canadien fondé en 1990 par François Lamoureux (guitare, saxophone et voix), Pierre Lamoureux (basse) et Arnold Bondi (batterie). 

## Historique
Entre 1991 et 1999, le groupe a joué plus de 500 concerts dont plus d'un centaine à l'étranger notamment au Portugal, aux États-Unis (Louisiane et Alabama) et en France. En 1994, Brasse Camarade a été choisi pour représenter le Canada lors du volet culturel des Jeux de la francophonie à Paris et a joué à l'Olympia lors de cet événement.  Le groupe a lancé 6 albums et 2 « EP » au courant de sa carrière qui s'est terminée en 1999.
Brasse Camarade fut le premier groupe/artiste franco-ontarien à percer au Québec depuis Garolou et CANO (années 1970) avec « Sans elle » et « Aline » qui ont tous deux franchi le top-20 du palmarès québécois [réf. souhaitée]. « Sans elle » s'est aussi mérité la première position du palmarès des clips francophones à MusiquePlus.
Le groupe a aussi joui d'une belle carrière au Portugal et surtout aux Açores. En 1997, le groupe signe une entente avec Musica Alternativa, une maison de disque indépendante de renom basée à Lisbonne. L'année suivante, en 1998, Brasse Camarade lance son 6e album « Mil Razoes », un album majoritairement chanté en portugais. Le vidéoclip de la chanson « Mil Razoes » a franchi le top-5 du palmarès de la chaîne espagnole Sol Musica. En 1998, le groupe fut invité à jouer à l'émission Big Show sur la chaine SIC[réf. souhaitée]. Cette dernière est l'émission de variété la plus populaire du pays avec une cotte d'écoute de plus de 2 millions[réf. souhaitée].

## Discographie
« Brasse Camarade » - premier album eponym, fut lancé en 1993. Enregistré à Toronto au mois de décembre 1992, on retrouve « Maudit manège », le premier succès radio du groupe. La chanson a maintenu la 1e position du palmarès de la station CHOI-FM (ville de Québec) pendant quelques semaines.
« Fonce » - deuxième album lancé en 1994. Enregistré à Montréal pendant l'été 1993, l'album contient les succès « Sans Elle » et « Aline ». Cinq vidéoclips ont été produits pour promouvoir cet album : « Sans elle (sans ailes) », « Aline », « On doit choisir », « Je viendrai te chercher » et « Brise légère ».
« Princesse des bayous » - troisième album lancé en 1995. Cet album qui fut donné au participants de La Nuit sur l'étang 1995 contient plusieurs chansons populaires qui n'ont pas fait partie des albums précédents. On retrouve  »Princesse des bayous », « Chantal », « Je veux t'embrasser » et autres titres du répertoire des spectacles de Brasse Camarade.
« Voltarei Buscar-Te » fut lancé en 1996. Album indépendant, le 4e du groupe a surtout été vendu au Portugal. L'album contient des titres en portugais, en anglais et en français. On y retrouve, entre autres, « Brisa Lève » (version portugaise de  »Brise légère »), « Balliero » (tiré du film Brisa Lève), « Rock Martyr », « Crushed Velvet Skies », « The Future Lies ».
« Les étrangers » - le dernier album francophone du groupe, n'a presque pas vu le jour. Enregistré au Studio Peter Pan à Montréal, cet album fut lancé en 1997 par les Disques Full Stéréo, une maison de disques fondée par les frères Lamoureux à la suite de leur séparation des Productions Musicales Mégawatt.
« Mil Razoes » - le tout dernier album du groupe Brasse Camarade est sorti en 1998 sous Musica Alternativa.